# Torre atalaya del Cautor
La Torre Atalaya del Cautor está situada en la cúspide de un monte crónico de ochenta metros de cota, en la vertical del túnel por el que pasa la Carretera Nacional-340, km 31, del tramo Motril - Almería, a la entrada del núcleo urbano de La Mamola (Polopos).
Construida en el siglo XVI, esta torre señaló el límite por levante del Partido Militar de Motril, en su etapa final. Pese a haber dispuesto circunstancialmente de alguna pieza de artillería, su misión básica fue la de atalaya, a cuyas características se ajusta. Ya a caballo de los siglos XVIII y XIX se pensó en adosarle una batería baja similar a la de la Torre del Zambullón, que no llegó a realizarse vista su poca eficacia por la gran altura del asentamiento.
Tiene por su derecha la torre de Baños, a 1,6 km, y por su izquierda la de Torre de Melicena a 4,8. Ambas distancias medidas en línea recta. Posee un amplio y despejado horizonte visual, que alcanza desde la punta de la Estancia por poniente, hasta la Negra por levante.